# Gräfin Roda
Gräfin Roda ist ein Gartenzwergtyp, der seit dem Jahr 2000 von der Gartenzwergmanufaktur Philipp Griebel gefertigt und vertrieben wird. Seine Besonderheit liegt darin, dass es der erste weibliche Gartenzwerg der Welt war. Der Name ist eine Verballhornung von Gräfenroda, dem Sitz der Produktionsfirma.
Gräfin Roda ist 21 cm hoch und besteht aus bemalter Keramik. Sie hat schwarze Haare, trägt eine rote Zipfelmütze, einen blauen Rock und eine weiße Schürze. n-tv.de berichtete, dass die Internationale Vereinigung zum Schutz der Gartenzwerge den Firmeninhaber Reinhard Griebel wegen seiner Innovation gerügt habe. Nach Auffassung der IVZSG müsse ein Gartenzwerg nämlich männlich sein.